# Христо Чемков
Христо Чемков, с псевдоним Доктор и Щипянеца е български революционер, деец на Вътрешната македоно-одринска революционна организация.

## Биография
Христо Чемков е роден през 1875 година в Щип, тогава в Османската империя. Завършва Кюстендилското педагогическо училище, където към 1893 година участва в образуването на Македонско младежко дружество. Чемков заедно с Иван Бърдаров играе в театъра на дружеството. Учителства в Дедеагач, след което като професионален педагог е назначен за учител в централното училище в Битоля. Присъединява се към ВМОРО още в 1894 година.
През 1895-1896 ръководи битолския революционен комитет на ВМОРО. След разкритията на Винишката афера от 1897 година бяга в София.
Заминава за Чепеларе с мисия да унищожи базата на Българските революционни братства и да привлече революционните комитети към ВМОРО, но не успява.
Заедно с другаря си Йордан Гавазов формират чета и повторно навлизат в Македония. В Прилеп Чемков и спътниците му са обградени в къщата на Георги Белазелков и за да не бъдат пленени, се самоубиват, като преди това убиват полицейския началник и няколко войници.